# The Oxford Book of Twentieth Century English Verse
The Oxford Book of Twentieth Century English Verse est une anthologie de la poésie anglaise du XXe siècle écrite par Philip Larkin. L'ouvrage est publié en 1973 par les Oxford University Press. Larkin écrit dans sa courte préface que la sélection est large plus que profonde; et note également que pour la période d'après 1914, il s'agit plus d'un recueil de poèmes plutôt que de poètes. Il a choisi de limiter son ouvrage aux poètes ayant résidé dans les îles Britanniques. L'ouvrage comprend des œuvres de 207 poètes.